# Isabella Garcia-Shapiro
Isabella Garcia-Shapiro is het overbuurmeisje van Phineas en Ferb, de hoofdpersonen uit de Amerikaanse animatieserie Phineas & Ferb. Haar stemactrice in het Engels is Alyson Stoner, en in het Nederlands Vivian van Huiden en voor de zang is de stem van Lizemijn Libgott. 

## Persoonlijkheid
Isabella is een typisch meisje-meisje. In de serie blijkt vaak dat Isabella een oogje heeft op Phineas, en vraagt vaak wat hij doet. Phineas is zich echter totaal niet bewust van haar gevoelens voor hem. Isabella is altijd beleefd en heeft goede manieren, maar ze is nooit te beroerd om haar handen uit de mouwen te steken en de jongens bij hun grote plannen te helpen. Naast dat ze erg schattig is, is ze erg slim.
Isabella heeft een Mexicaanse/Hispanic moeder en een Joods-Amerikaanse vader. Haar moeder speelt contrabas in een freelance jazzband met de moeder van Phineas en de moeder van Jeremy. Ze praat erg snel wat ervoor zorgt dat ze nutteloze zinnen toevoegt aan het gesprek en ze heeft het vaak over hoe lang Candace is geworden.
Isabella is leider van een lokale scoutinggroep genaamd "de Kampvuurmeisjes". Ze kan meerdere muziekinstrumenten bespelen.
In de aflevering "Quantum Ratjetoe" noemt Amanda, een van de toekomstige kinderen van Candace, haar "tante Isabella". Hieruit is af te leiden dat Isabella in de toekomst met ofwel Phineas of anders Ferb zal trouwen, maar wie van de twee is niet duidelijk (waarschijnlijk Phineas).

## Uiterlijk
Isabella heeft lang, zwart haar. Ze draagt meestal een roze roze jurk met een wit shirt eronder, en heeft een roze strik in het haar.
Ook draagt ze regelmatig haar uniform van de kampvuurmeisjes, wat bestaat uit een oranje hoed (met strik), een oranje shirt zonder mouwen met daaronder een wit shirt en erover een sjerp waar al haar verdiende badges op zitten, en een bruine rok.

## Uitspraken
Een veel gehoorde uitspraak van Isabella is Hallo (naam persoon, meestal Phineas) wat doe-oe-oe je? Ze kan er niet tegen als anderen deze zin gebruiken. Alleen van Phineas accepteert ze het.